# عبارة (مركب)

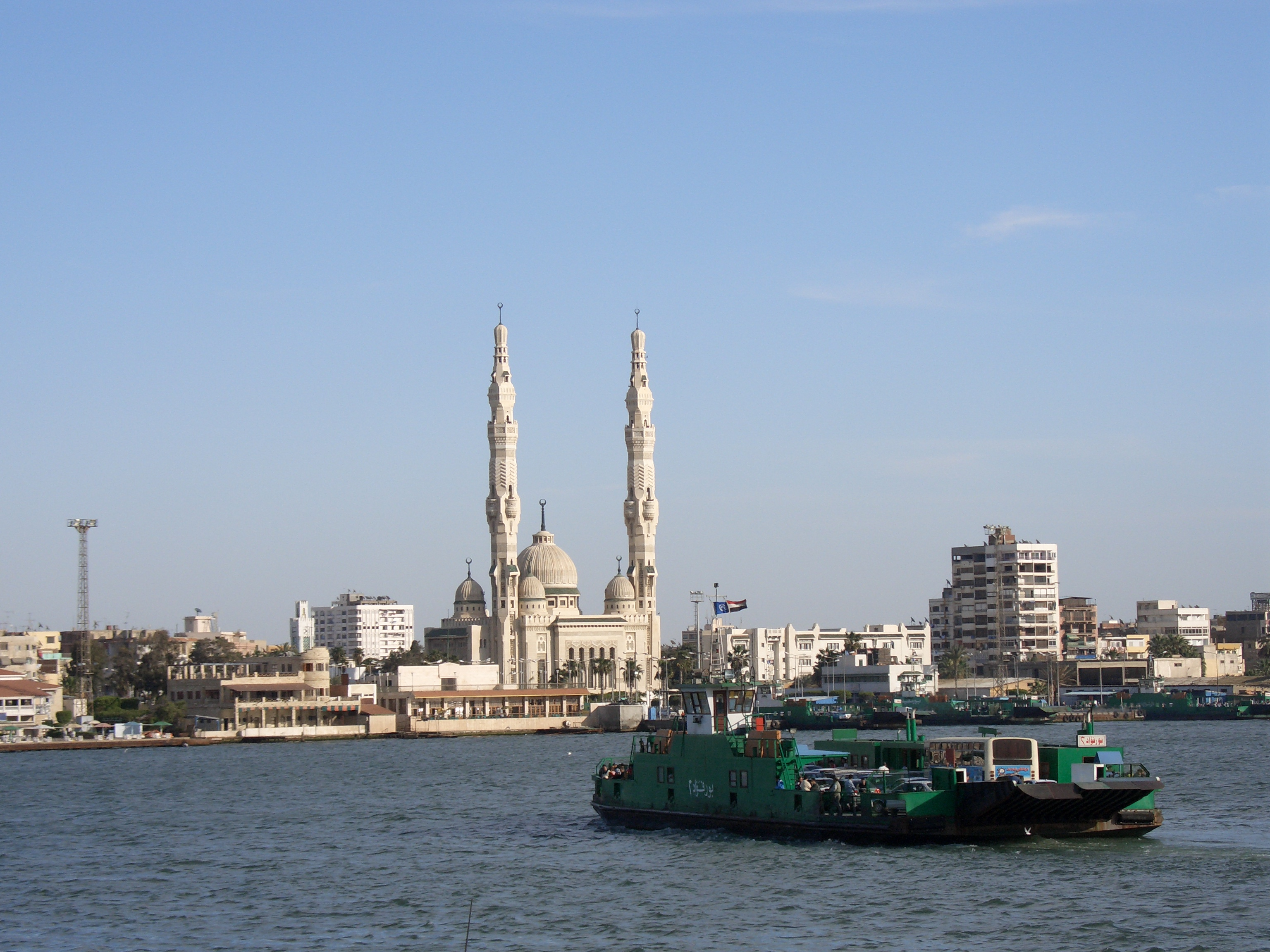
عبّارة تربط مدينتي بورسعيد وبورفؤاد.

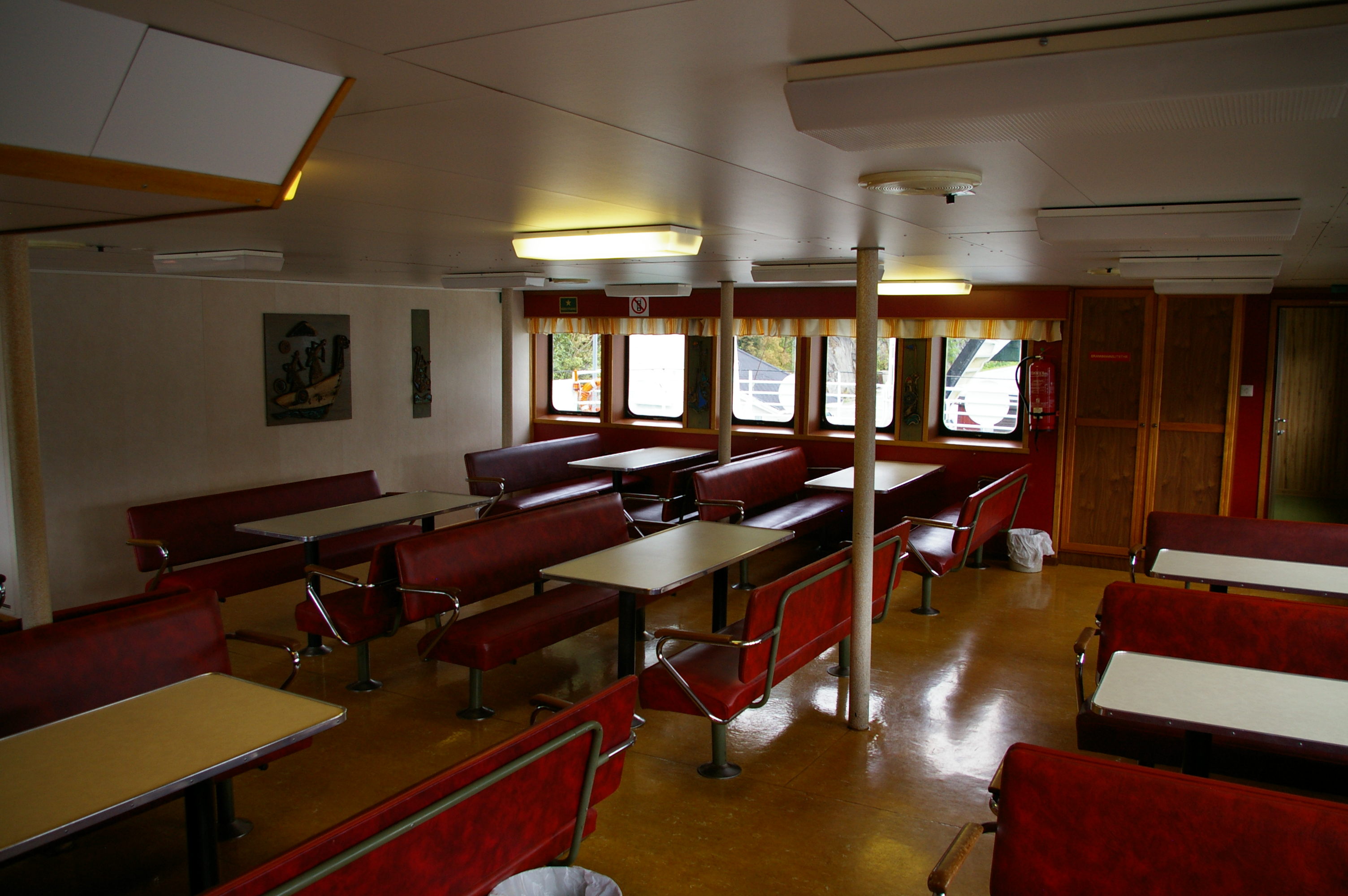
قاعة مخصصة للركاب على عبّارة نرويجية.

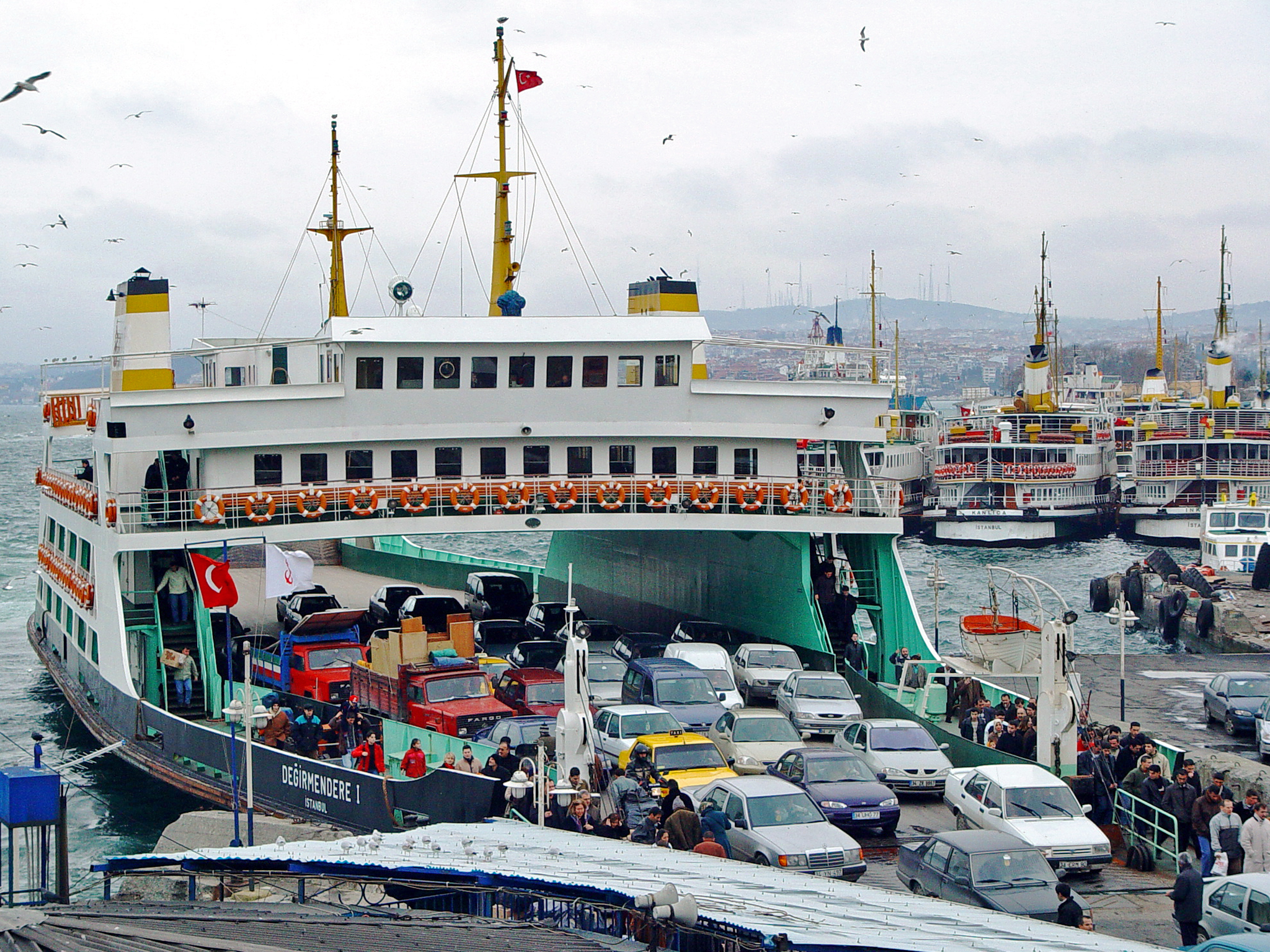
عبّارة بإسطنبول لنقل السيارات والأفراد

العَبَّارة أو المعدّيّة (في مصر) أو البطّاح (في تونس) سفينة تعبر من شط لآخر حاملة السيارات والمارّة وفي العادة تكون مسافة عبورها قصيرة بين ضفّتي ممر بحري أو نهر مثلاً. وتختلف السرعات فأسرع أنواع العبّارات عادة ما تكون الكاتاماران ذات الهيكل الثنائي أو الحوامة.

## مراجع

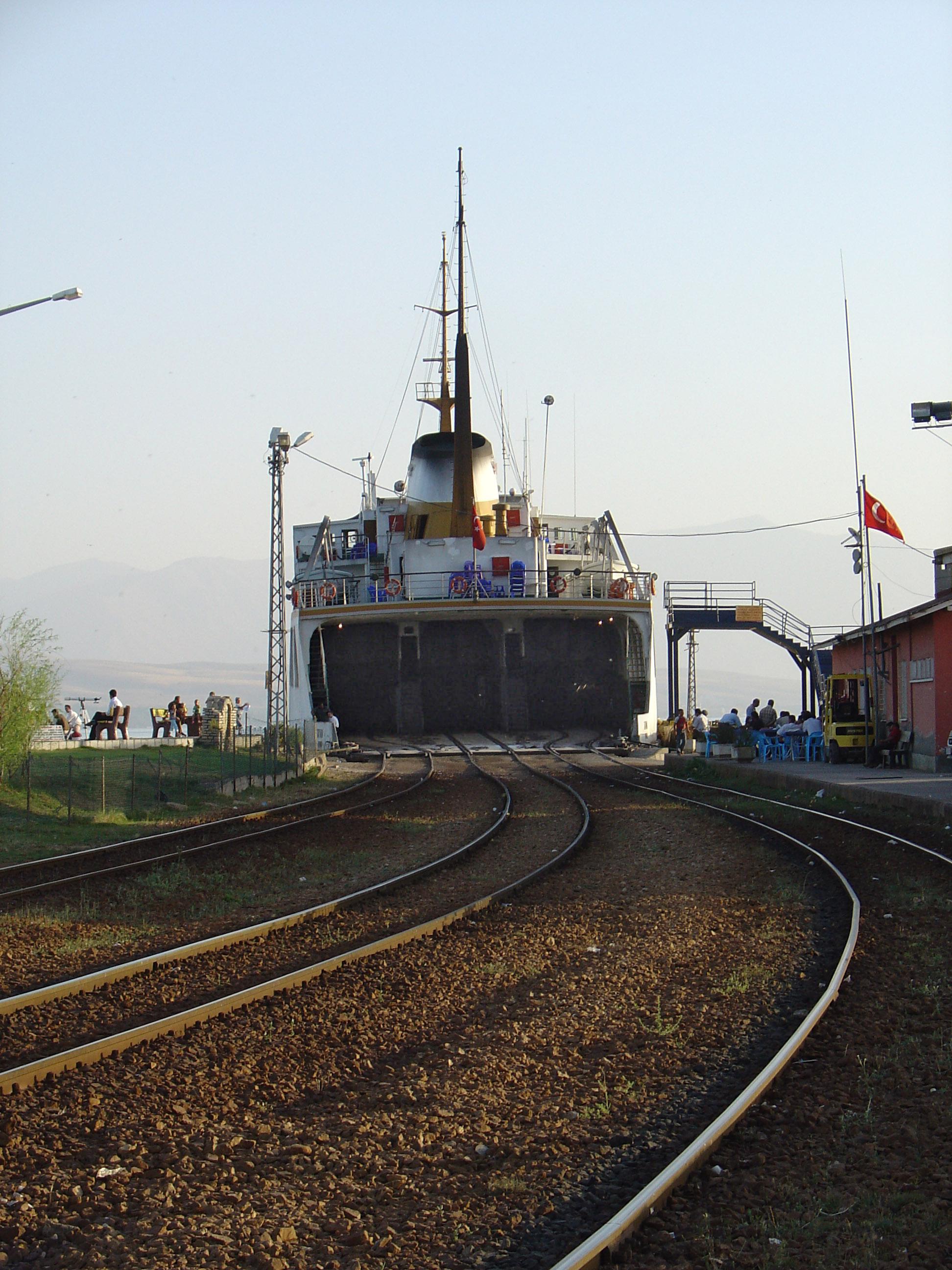
عبّارة قطارات، تعبر بحيرة وان بعربات سكك حديد الجمهورية التركية